# Homo Homini

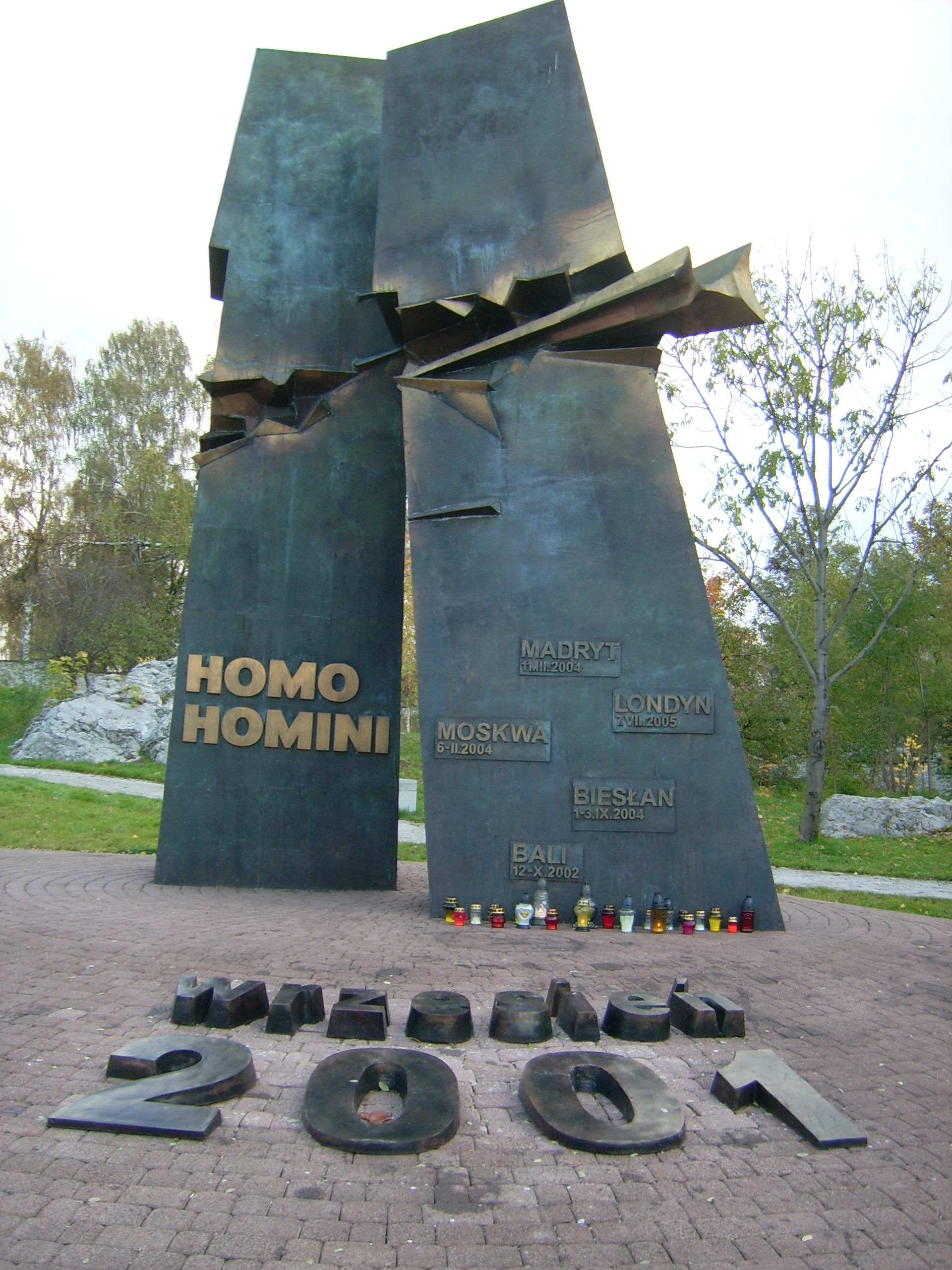
Đài tưởng niệm Homo Homini ở Kielce

Homo Homini (tiếng Latinh: "A human to another human") là bức tượng đài đầu tiên ở Châu Âu được xây dựng nhằm tưởng nhớ các nạn nhân của vụ tấn công khủng bố vào ngày 11 tháng 9 ở Hoa Kỳ. Công trình này tọa lạc tại thành phố Kielce, Ba Lan. Đài tưởng niệm do nhà điêu khắc Adam Myjak chịu trách nhiệm thiết kế và được khánh thành vào ngày 11 tháng 9 năm 2006, nhân kỷ niệm 5 năm sau vụ tấn công khủng bố. Lá thư của Tổng thống George W. Bush gửi công dân Kielce được đọc lên trong nghi thức khánh thành và học sinh từ khắp các trường ở Kielce thắp những ngọn nến tưởng niệm (loại nến Yahrzeit - dùng trong các nghi thức tưởng niệm của Do Thái giáo). Trên mỗi ngọn nến đều có ghi thông tin gồm tên và nghề nghiệp của nạn nhân.
Tượng đài gồm hai cột trụ cao 7 mét đặt vuông góc với nhau. Mỗi cột nghiêng về phía còn lại và đan chéo nhau bởi hai mặt phẳng. Các tấm bảng ghi tên các thành phố xảy ra cuộc tấn công khủng bố, được gắn chặt vào một trong những cây cột trụ.Tấm bảng mới nhất được gắn vào cột, ghi thông tin vụ tấn công ở Nice diễn ra vào ngày 14 tháng 7 năm 2016.